# Diamonds and Pearls
Diamonds and Pearls er en amerikansk stumfilm fra 1917 af George Archainbaud.

## Medvirkende
- Kitty Gordon som Violetta D'Arcy.
- Milton Sills som Robert Van Ellstrom.
- Curtis Cooksey som Jack Harrington.
- George MacQuarrie som Harrington Senior.
- Henrietta Simpson som Mrs. Harrington.